# Samuel Morse
Samuel Finley Breese Morse (27 d'abril de 1791, Charlestown, Massachusetts – 2 d'abril de 1872, Nova York), va ser un inventor i pintor estatunidenc. Després d'haver establert la seva reputació com a retratista, a la seva edat mitjana Morse va contribuir a la invenció d'un sistema de telègraf d'un sol cable basat en telègrafs europeus. Va ser co-desenvolupador del codi Morse i va ajudar a desenvolupar l'ús comercial de la telegrafia.

## Biografia

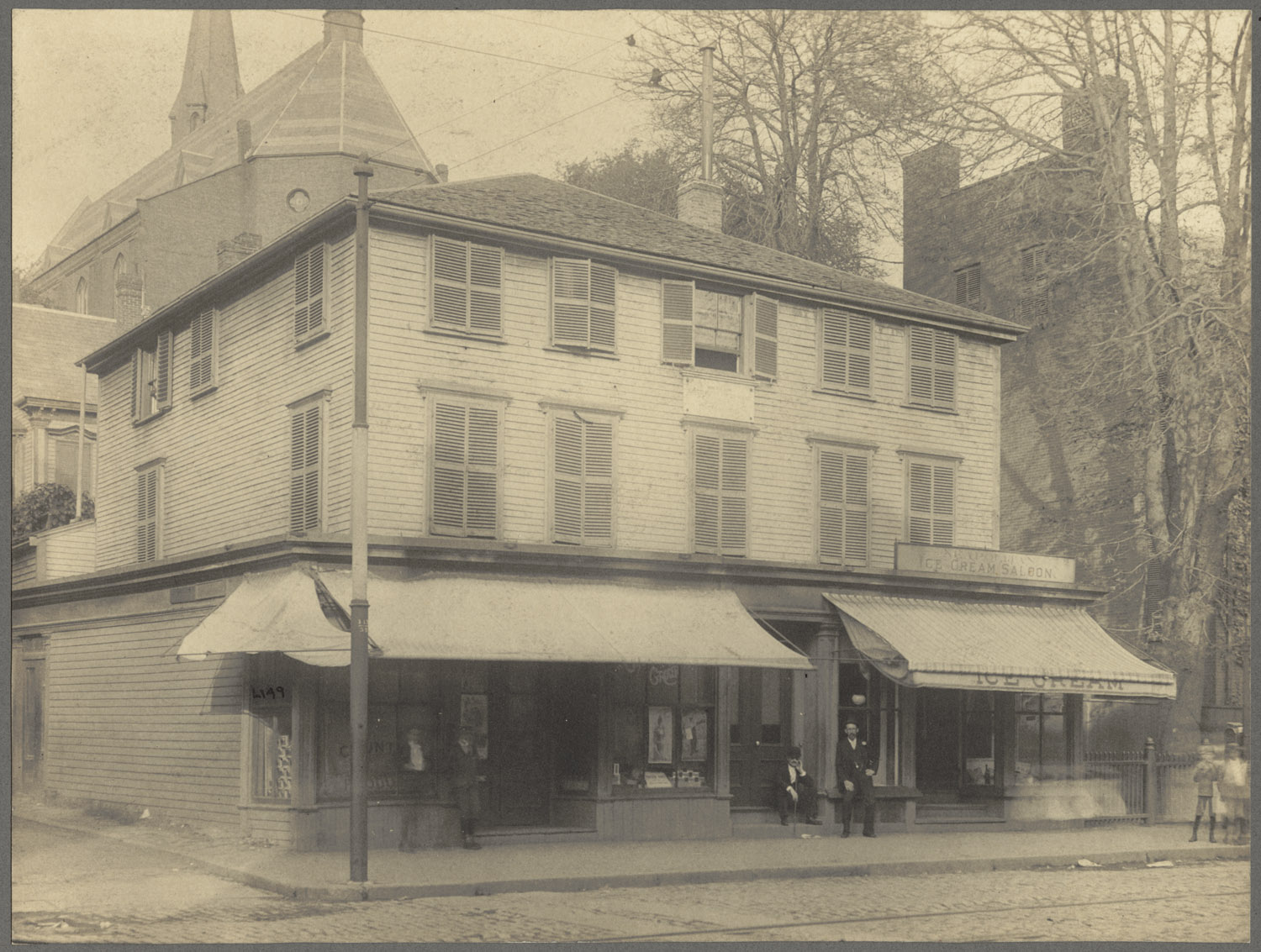
Lloc de naixement de Morse, Charlestown, Massachusetts, c. foto de 1898

Samuel FB Morse va néixer a Charlestown, Massachusetts, sent el primer fill del pastor Jedidiah Morse (1761–1826), que també era geògraf, i de la seva dona Elizabeth Ann Finley Breese (1766–1828). El seu pare va ser un gran predicador de la fe calvinista i partidari del Partit Federalista. Va pensar que ajudava a preservar les tradicions puritanes (observació estricta del dissabte, entre altres coses), i creia en el suport federalista d'una aliança amb Gran Bretanya i un govern central fort. Morse creia fermament en l'educació dins d'un marc federalista, juntament amb la instil·lació de virtuts, morals i oracions calvinistes pel seu primer fill. El seu primer avantpassat a Amèrica va ser Anthony Morse, de Marlborough, a Wiltshire, que havia emigrat a Amèrica el 1635 i s'havia establert a Newbury, Massachusetts.
Després d'anar a l'Acadèmia Phillips d'Andover, Massachusetts, Samuel Morse va anar a Yale College per estudiar filosofia religiosa, matemàtiques i ciències. Mentre estava a Yale, va anar a conferències sobre electricitat de Benjamin Silliman i Jeremiah Day i va ser membre de la Society of Brothers in Unity. Es va mantenir pintant. El 1810, es va graduar a Yale amb honors Phi Beta Kappa.
Morse es va casar amb Lucretia Pickering Walker el 29 de setembre de 1818 a Concord, New Hampshire. Va morir el 7 de febrer de 1825 d'un atac de cor poc després del naixement del seu tercer fill. (Susana n. 1819, Carles n. 1823, Jaume n. 1825). Es va casar amb la seva segona dona, Sarah Elizabeth Griswold el 10 d'agost de 1848, a Utica, Nova York i va tenir quatre fills (Samuel b. 1849, Cornelia b. 1851, William b. 1853, Edward b. 1857).

## Pintura
Durant els seus anys d'estudiant, va descobrir una certa vocació per la pintura i va decidir dedicar-s'hi, però també se sentia atret pels recents descobriments i experiments sobre l'electricitat. Durant una temporada, va treballar a Boston per a un editor.
Morse va expressar algunes de les seves creences calvinistes en la seva pintura, Desembarcament dels pelegrins, mitjançant la representació de roba senzilla així com els trets facials austers de la gent. La seva imatge captava la psicologia dels federalistes; Els calvinistes d'Anglaterra van portar a Amèrica del Nord idees de religió i govern, vinculant així els dos països. Aquesta obra va cridar l'atenció del notable artista, Washington Allston. Allston volia que Morse l'acompanyés a Anglaterra per conèixer l'artista Benjamin West. Allston va organitzar —amb el pare de Morse— una estada de tres anys per estudiar pintura a Anglaterra. Els dos homes van salpar a bord del Líbia el 15 de juliol de 1811. Quan va tornar al seu país, va notar que les pintures d'escenes històriques no agradaven entre els seus paisans, per la qual cosa va fer un gir cap a l'especialització del retrat. El 1825, a Nova York, era un dels retratistes més importants del país i formava part dels grups intel·lectuals més distingits. El 1826, va ser un dels fundadors i primer president de l'Acadèmia Nacional de Dibuix.
A Anglaterra, Morse va perfeccionar les seves tècniques de pintura sota l'atenta mirada d'Allston; a finals de 1811, va obtenir l'admissió a la Reial Acadèmia. A l'acadèmia, es va emocionar per l'art del Renaixement i va prestar molta atenció a les obres de Miquel Àngel i Rafael. Després d'observar i practicar el dibuix de la vida i d'absorbir les seves exigències anatòmiques, el jove artista va produir la seva obra mestra, l'Hèrcules moribund. (Primer va fer una escultura com a estudi per a la pintura.)

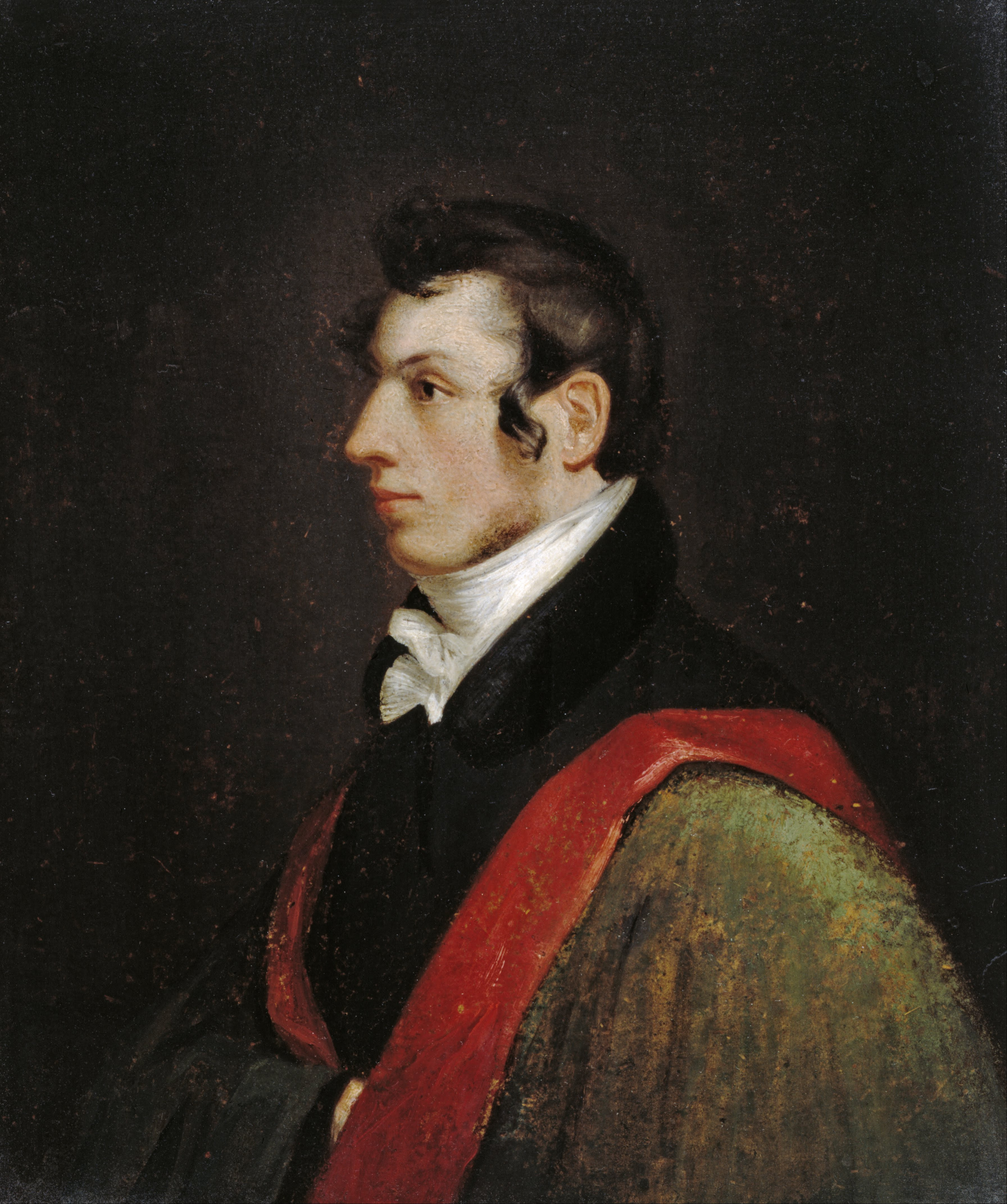
Autoretrat de Morse el 1812 (National Portrait Gallery)

Per a uns quants, l’Hèrcules moribund semblava representar una declaració política contra els britànics i també els federalistes americans. Els músculs simbolitzaven la força dels joves i vibrants Estats Units enfront dels partidaris britànics i britànics-americans. Durant el temps de Morse a Gran Bretanya, els estatunidencs i els britànics es van dedicar a la Guerra de 1812. Ambdues societats estaven en conflicte per lleialtats. Els estatunidencs antifederalistes es van alinear amb els francesos, van avorrir els britànics i van creure que un govern central fort era inherentment perillós per a la democràcia. A mesura que la guerra avançava, les cartes de Morse als seus pares es van convertir en un to més antifederalista. En una d'aquestes cartes, Morse va escriure:
| « | Afirmo... que els federalistes dels Estats del Nord han fet més dany al seu país amb les seves violentes mesures d'oposició que una aliança francesa. Els seus actes es copien als diaris anglesos, es llegeixen davant el Parlament i es distribueixen pel seu país, i què diuen d'ells... els anomenen [federalistes] covards, una base, diuen que són traïdors al seu país i haurien de ser penjats com a traïdors. | » |

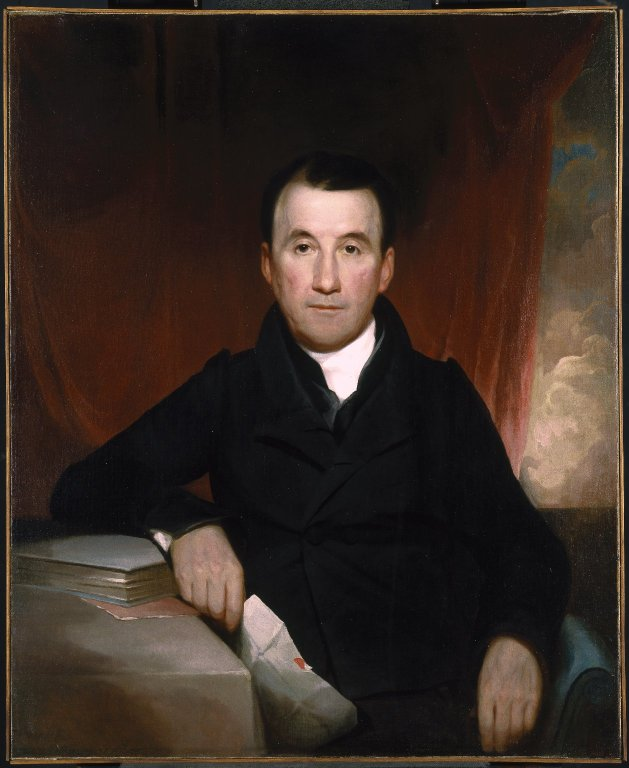
Jonas Platt, polític de Nova York, per Morse. Oli sobre tela, 1828, Museu de Brooklyn.

Encara que Jedidiah Morse no va canviar les opinions polítiques de Samuel, va continuar com a influència. Els crítics creuen que les idees calvinistes de l'antic Morse són integrals al Judici de Júpiter de Morse, una altra obra important completada a Anglaterra. Júpiter es mostra en un núvol, acompanyat de la seva àguila, amb la mà estesa per sobre de les parts i pronuncia el judici. Marpessa, amb una expressió de compunció i vergonya, es llança als braços del seu marit. Idas, que estimava amb tendresa Marpessa, s'afanya a rebre-la mentre l'Apol·lo la mira amb sorpresa.
Els crítics han suggerit que Júpiter representa l'omnipotència de Déu, observant cada moviment que es fa. Alguns anomenen el retrat com un ensenyament moral de Morse sobre la infidelitat. Tot i que Marpessa va ser víctima, es va adonar que la seva salvació eterna era important i va desistir de les seves males maneres. Apol·lo no mostra cap remordiment pel que va fer, però s'aixeca amb una mirada perplexa. Moltes pintures americanes de principis del segle XIX tenien temes religiosos, i Morse en va ser un primer exemple. El judici de Júpiter va permetre a Morse expressar el seu suport a l'antifederalisme mantenint les seves fortes conviccions espirituals. Benjamin West va intentar presentar el Júpiter en una altra exposició de la Royal Academy, però el temps de Morse s'havia esgotat. Va deixar Anglaterra el 21 d'agost de 1815 per tornar als Estats Units i començar la seva carrera a temps complet com a pintor.
La dècada 1815–1825 va marcar un creixement significatiu en l'obra de Morse, ja que va intentar capturar l'essència de la cultura i la vida d'Amèrica. Va pintar l'expresident federalista John Adams (1816). Els federals i els antifederalistes es van enfrontar per la Universitat de Dartmouth. Morse va pintar retrats de Francis Brown —el president de la universitat— i del jutge Woodward (1817), que va participar en portar el cas Dartmouth davant la Cort Suprema dels Estats Units.

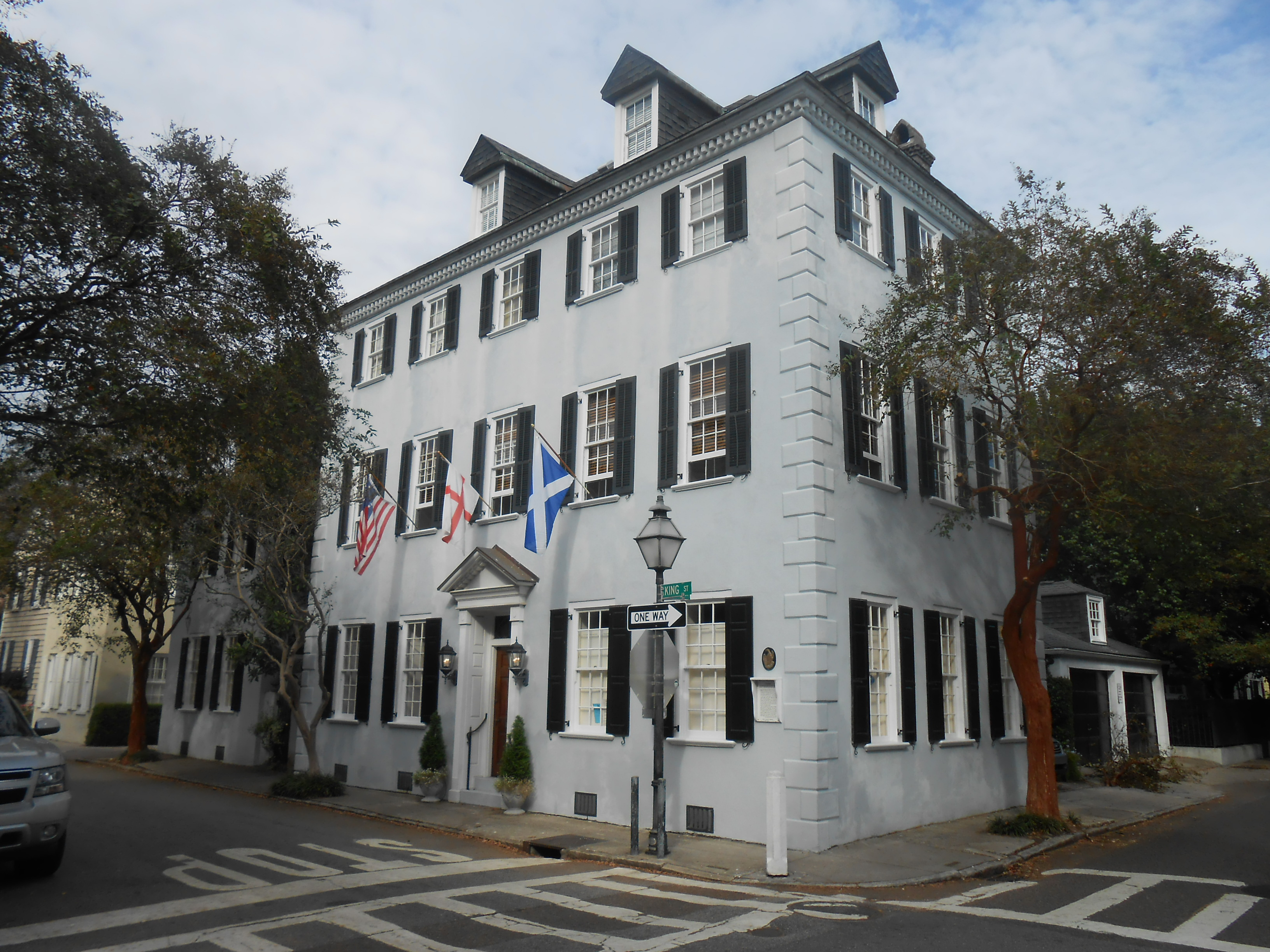
Morse va mantenir un estudi al 94 Tradd St., Charleston, Carolina del Sud, durant un curt període.

Morse també va buscar comissions entre l'elit de Charleston, Carolina del Sud. La pintura de Morse de 1818 de la Sra. Emma Quash simbolitzava l'opulència de Charleston. El jove artista s'estava fent bé per ell mateix. Entre 1819 i 1821, Morse va experimentar grans canvis a la seva vida, inclosa una disminució dels encàrrecs a causa del Pànic de 1819. Morse va rebre l'encàrrec de pintar el president James Monroe el 1820. Va encarnar la democràcia jeffersoniana afavorint l'home comú sobre l'aristòcrata.
Morse s'havia traslladat a New Haven. Els seus encàrrecs per a la Cambra de Representants (1821) i un retrat del marquès de Lafayette (1825) van implicar el seu sentit del nacionalisme democràtic. La Cambra de Representants va ser dissenyada per aprofitar l'èxit de La capella dels caputxins a Roma de François Marius Granet, que va recórrer àmpliament els Estats Units durant la dècada de 1820, atraient públic disposat a pagar l'entrada de 25 cèntims.
L'artista va optar per pintar la Cambra de Representants, d'una manera similar, amb una atenció especial a l'arquitectura i la il·luminació dramàtica. També va voler seleccionar un tema únic americà que aportés glòria a la jove nació. El seu subjecte va fer exactament això, mostrant la democràcia estatunidenca en acció. Va viatjar a Washington DC per dibuixar l'arquitectura del nou Capitoli i va col·locar vuitanta persones dins del quadre. Va optar per retratar una escena nocturna, equilibrant l'arquitectura de la Rotonda amb les figures i utilitzant la llum del llum per ressaltar l'obra. Parelles de persones, aquelles que estaven soles, individus inclinats sobre els seus escriptoris treballant, estaven pintades cadascuna senzillament però amb cares de caràcter. Morse va triar la nit per transmetre que la dedicació del Congrés als principis de la democràcia va transcendir el dia. La Cambra de Representants no va aconseguir atraure una multitud quan es va exposar a la ciutat de Nova York el 1823. Per contra, la Declaració d'Independència de John Trumbull havia guanyat l'aclamació popular uns anys abans. Els espectadors poden haver sentit que l'arquitectura de la Cambra de Representants eclipsa els individus, cosa que fa que sigui difícil apreciar el drama del que estava passant.
Morse va tenir l'honor de pintar el marquès de Lafayette, el principal partidari francès de la revolució americana. Es va sentir obligat a pintar un gran retrat de l'home que va ajudar a establir una Amèrica lliure i independent. Presenta a Lafayette contra una posta de sol magnífica. Ha posicionat Lafayette a la dreta de tres pedestals: un té un bust de Benjamin Franklin, un altre de George Washington, i el tercer sembla reservat a Lafayette. Un paisatge boscós pacífic sota ell simbolitzava la tranquil·litat i la prosperitat nord-americanes quan s'acostava als cinquanta anys. El desenvolupament de l'amistat entre Morse i Lafayette i les seves discussions sobre la Guerra de la Independència van afectar l'artista després del seu retorn a la ciutat de Nova York.

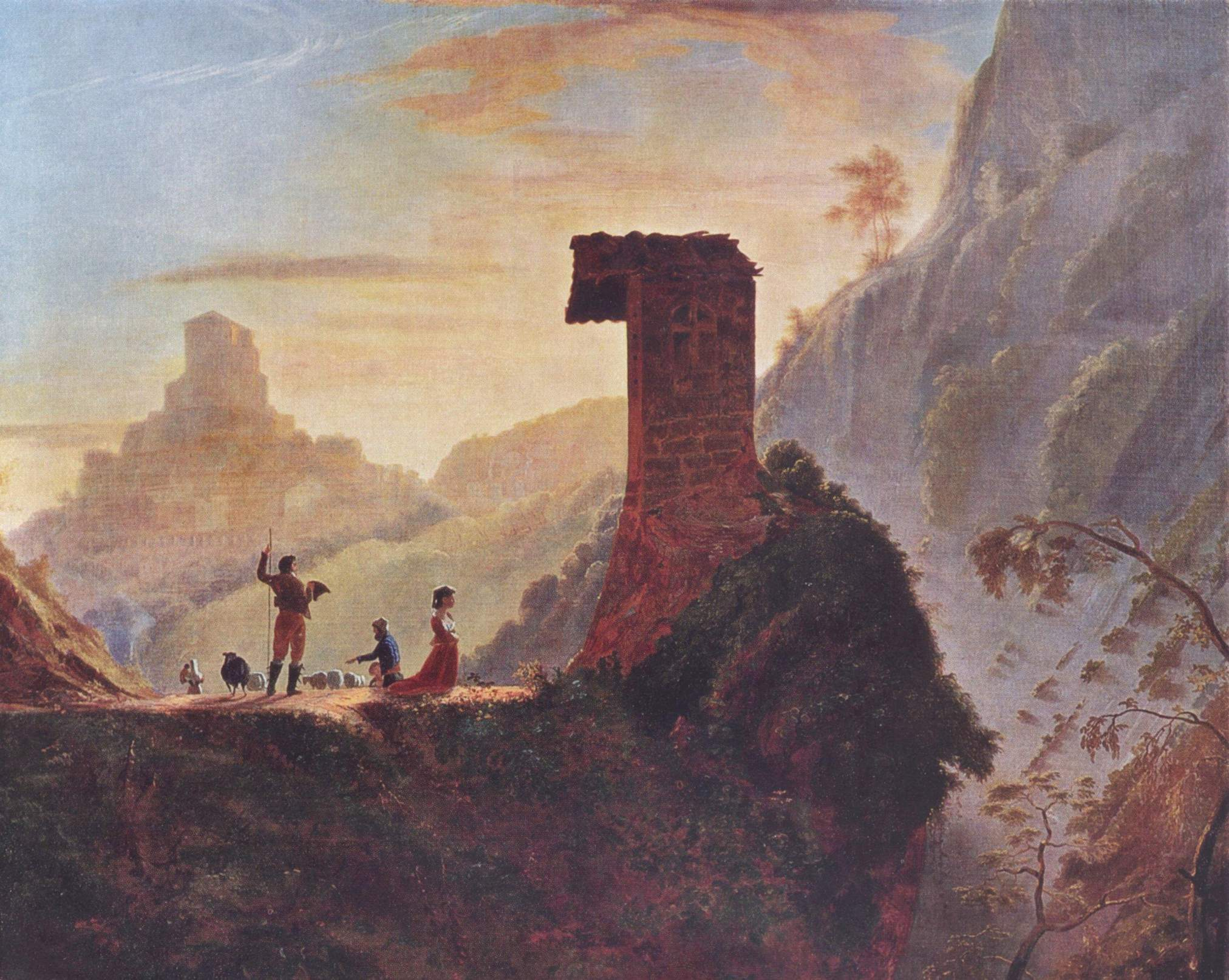
The Chapel of the Virgin at Subiaco, 1830

El 1826, va ajudar a fundar la National Academy of Design a la ciutat de Nova York. Va exercir com a president de l'acadèmia de 1826 a 1845 i de nou de 1861 a 1862.
De 1830 a 1832, Morse va viatjar i estudiar a Europa per millorar les seves habilitats pictòriques, visitant Itàlia, Suïssa i França. Durant la seva estada a París, va desenvolupar una amistat amb l'escriptor James Fenimore Cooper. Com a projecte, va pintar còpies en miniatura de 38 quadres famosos del Louvre en un sol llenç (1,8 m x 2,7 m), que va titular The Gallery of the Louvre. Va completar l'obra al seu retorn als Estats Units.
El 1832, després del seu retorn als Estats Units, Morse va ser nomenat professor de pintura i escultura a la Universitat de la Ciutat de Nova York, actualment Universitat de Nova York.
En una visita posterior a París el 1839, Morse va conèixer Louis Daguerre. Es va interessar pel daguerreotip d'aquest últim, el primer mitjà pràctic de la fotografia. Morse va escriure una carta al New York Observer descrivint la invenció, que es va publicar àmpliament a la premsa estatunidenca i va donar un gran coneixement de la nova tecnologia. Mathew Brady, un dels primers fotògrafs de la història estatunidenca, famós per les seves representacions de la Guerra Civil, va estudiar inicialment amb Morse i després li va fer fotografies.
Algunes de les pintures i escultures de Morse estan exposades a la seva finca de Locust Grove a Poughkeepsie, Nova York.

Morse artworks
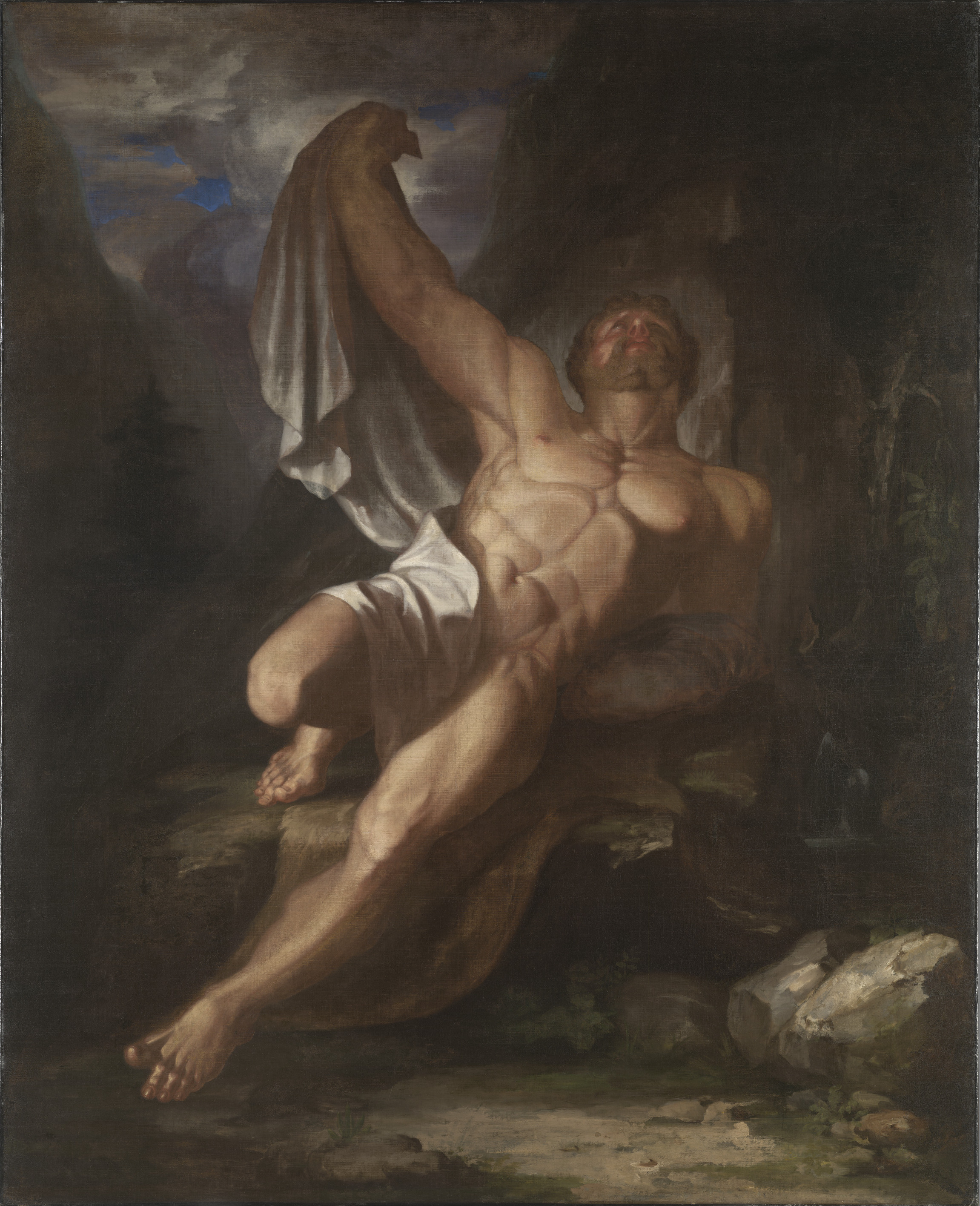
Dying Hercules, La primera obra mestra de Morse
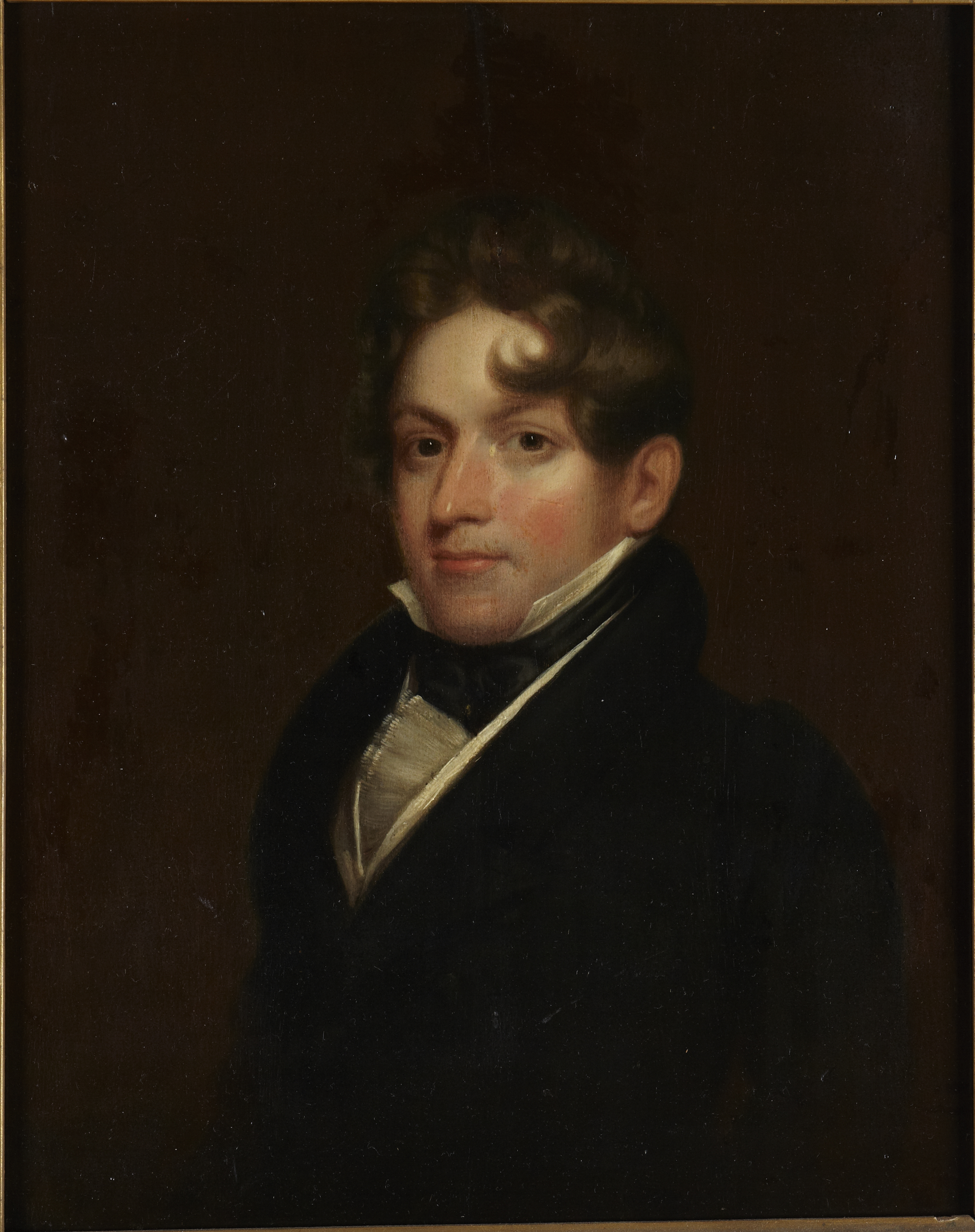
Capità Demaresque de Gloucester, Massachusetts, Princeton University Art Museum
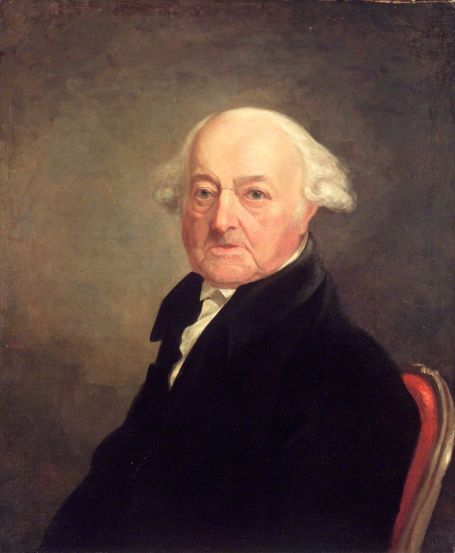
retrat de John Adams
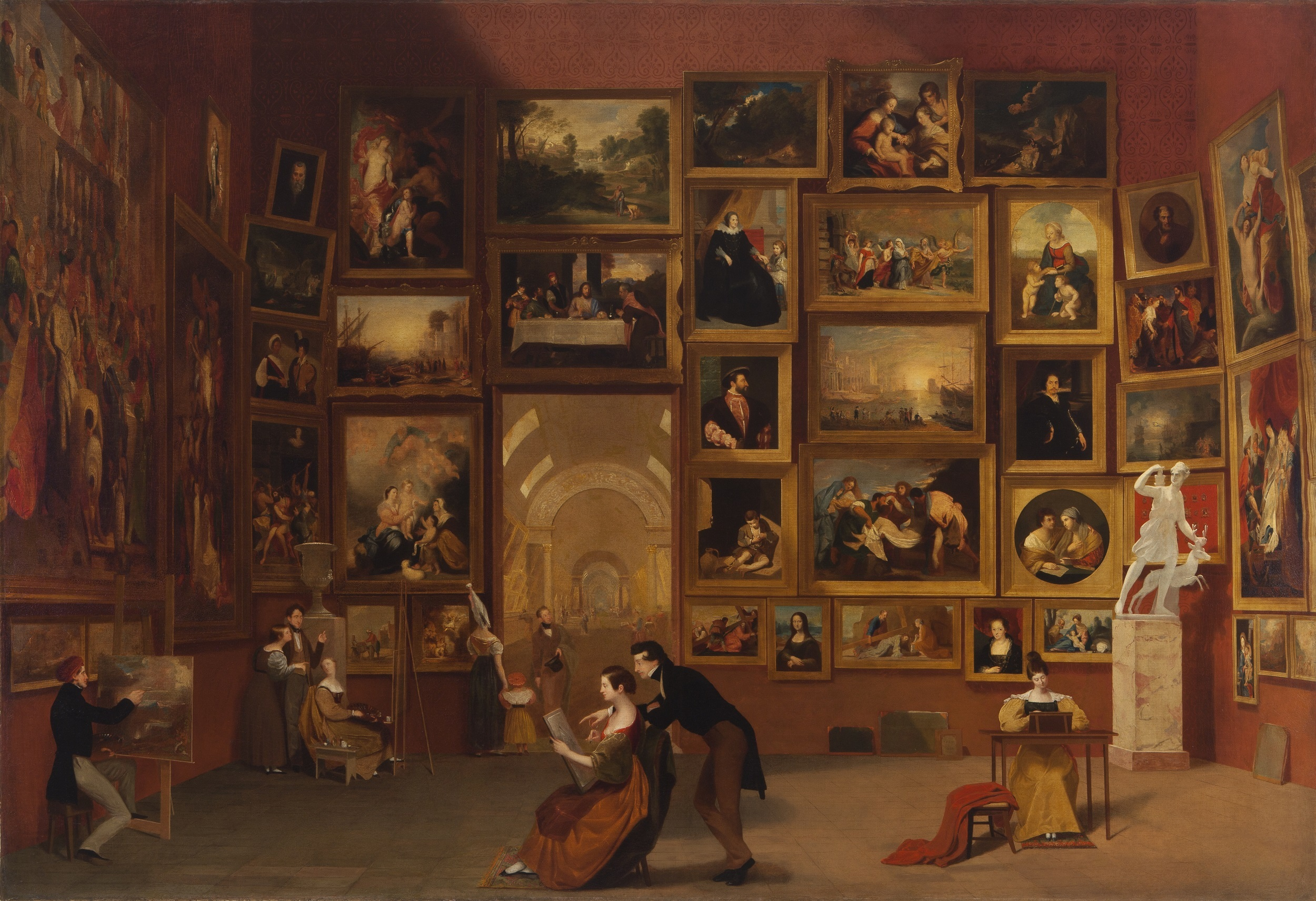
The Gallery of the Louvre 1831–33
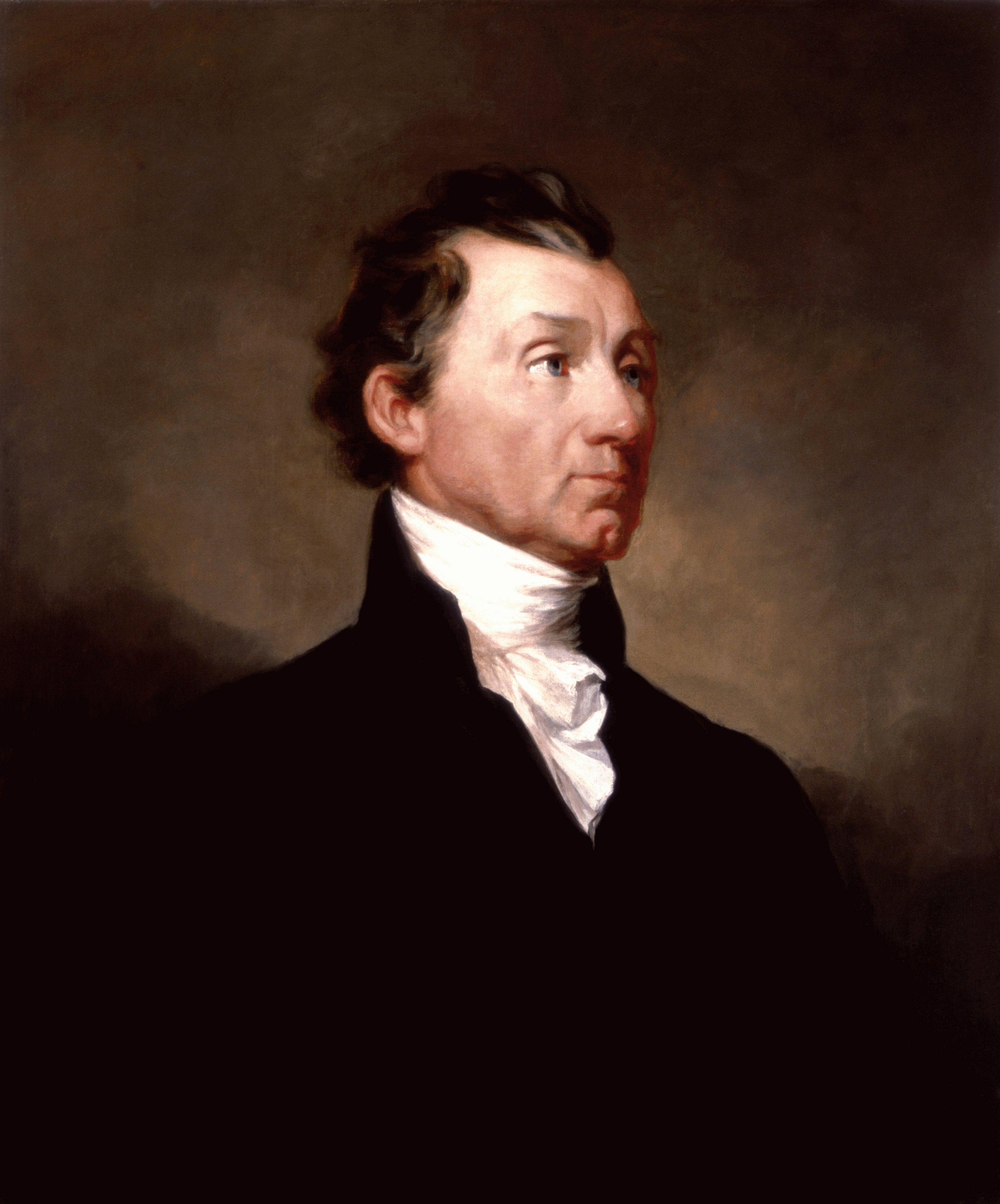
Retrat de James Monroe, 5è president dels Estats Units (c. 1819)
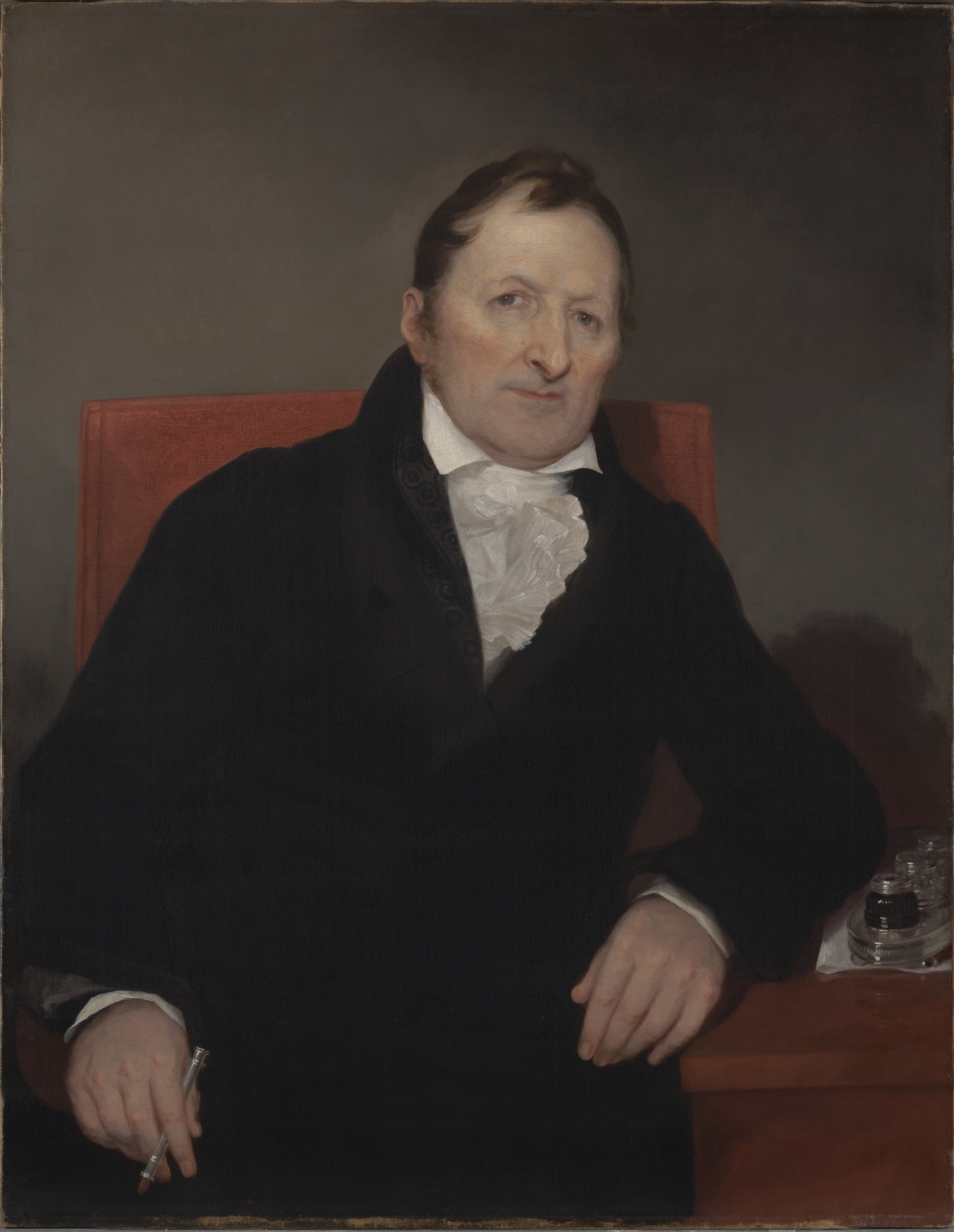
Eli Whitney, inventor, 1822. Yale University Art Gallery
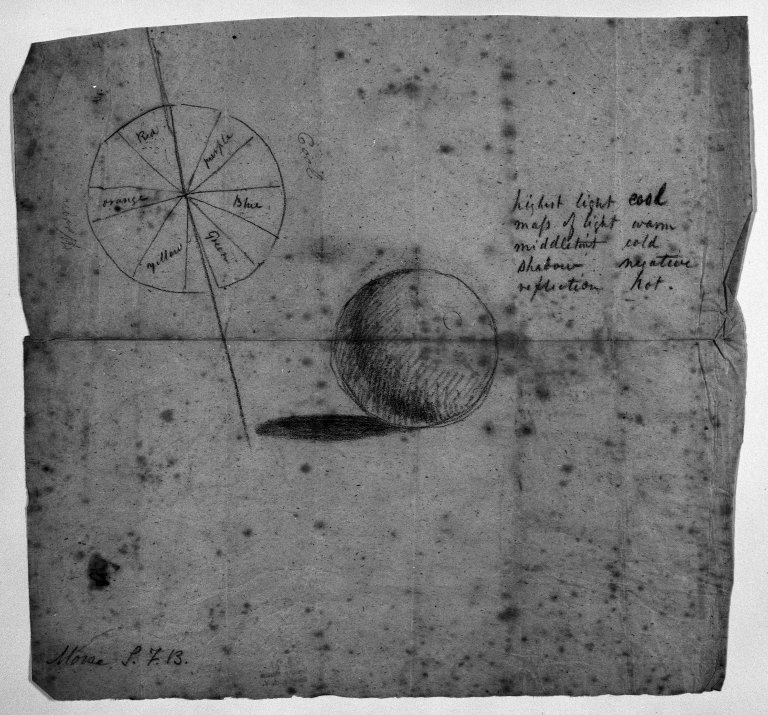
Chart of Colors, dibuixat per il·lustrar la seva paleta de colors
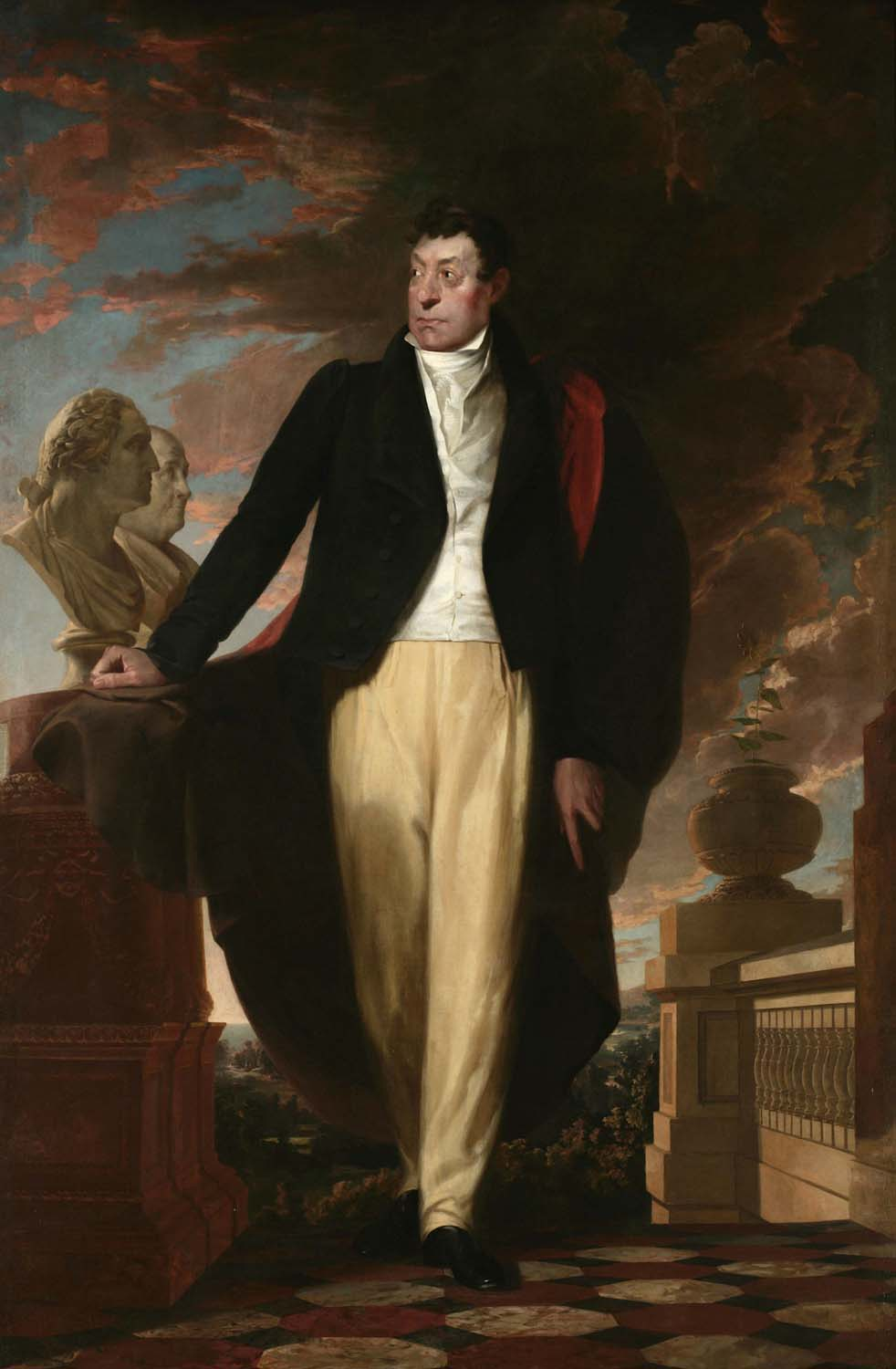
Retrat del marquès de Lafayette
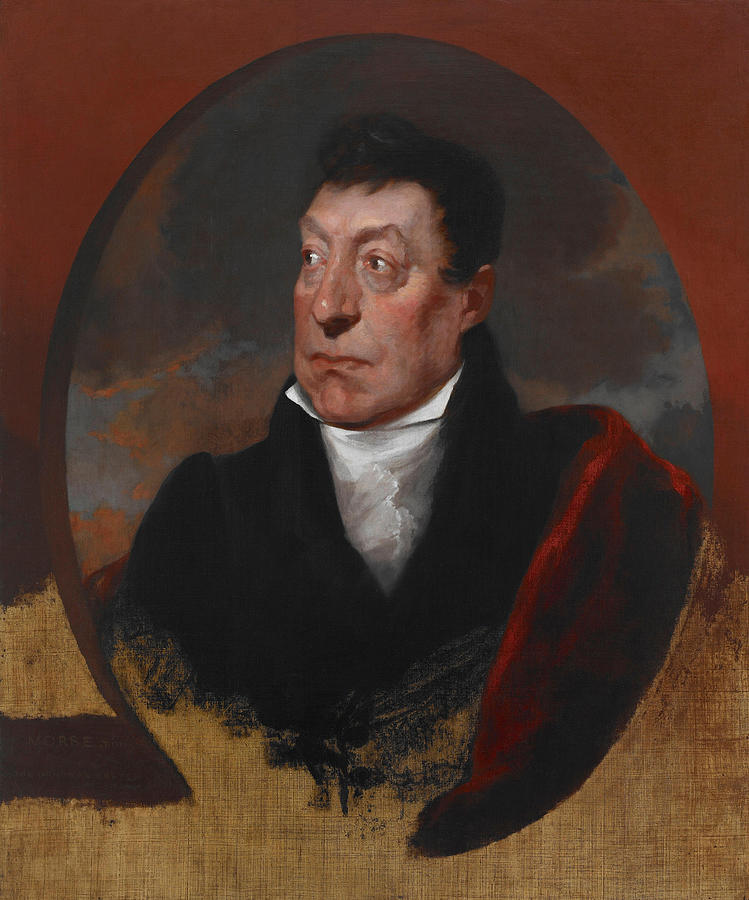
Retrat de Lafayette

## Obres d'art atribuïdes
| Any  | Títol                                                                    | Imatge | Col·lecció | Comentaris                                                                  |
| ---- | ------------------------------------------------------------------------ | ------ | ---------- | --------------------------------------------------------------------------- |
| 1820 | Latham Avery (c. 1820), oli sobre tela (atribuït a Samuel FB Morse)      | vista  |            | Tema: viscut 1775–1845; marit de Betsey Wood Lester (m. 1816). IAP 8E110005 |
| 1820 | Mrs. Latham Avery (c. 1820), oli sobre tela (atribuït a Samuel FB Morse) |        |            | Tema: Betsey Wood Lester (1787–1837). IAP 8E110006                          |

## Telègraf
El seu latent interès pels assumptes de l'electricitat es va concretar durant el retorn d'un viatge per Europa. Quan estudiava a Yale, va aprendre que si s'interrompia un circuit es veia un fulgor i se li va ocórrer que aquestes interrupcions podien arribar a usar-se com un mitjà de comunicació. Aquesta possibilitat el va obsessionar. Quan va tornar d'aquell viatge, l'any 1832, ja havia dissenyat un incipient telègraf i començava a desenvolupar la idea d'un sistema telegràfic de filferros amb un electroimant incorporat. El 6 de gener de 1833, Morse realitzà la primera demostració pública del seu telègraf. A l'edat de quaranta-un anys, es va internar en la tasca de construir un telègraf pràctic i despertar l'interès del públic i del govern en l'aparell per a després engegar-lo. El 1835, va aparèixer el primer model telegràfic que va desenvolupar Morse. Dos anys més tard, va abandonar la pintura per a dedicar-se completament als seus experiments, que obcecarien rotundament els seus mèrits com a pintor.

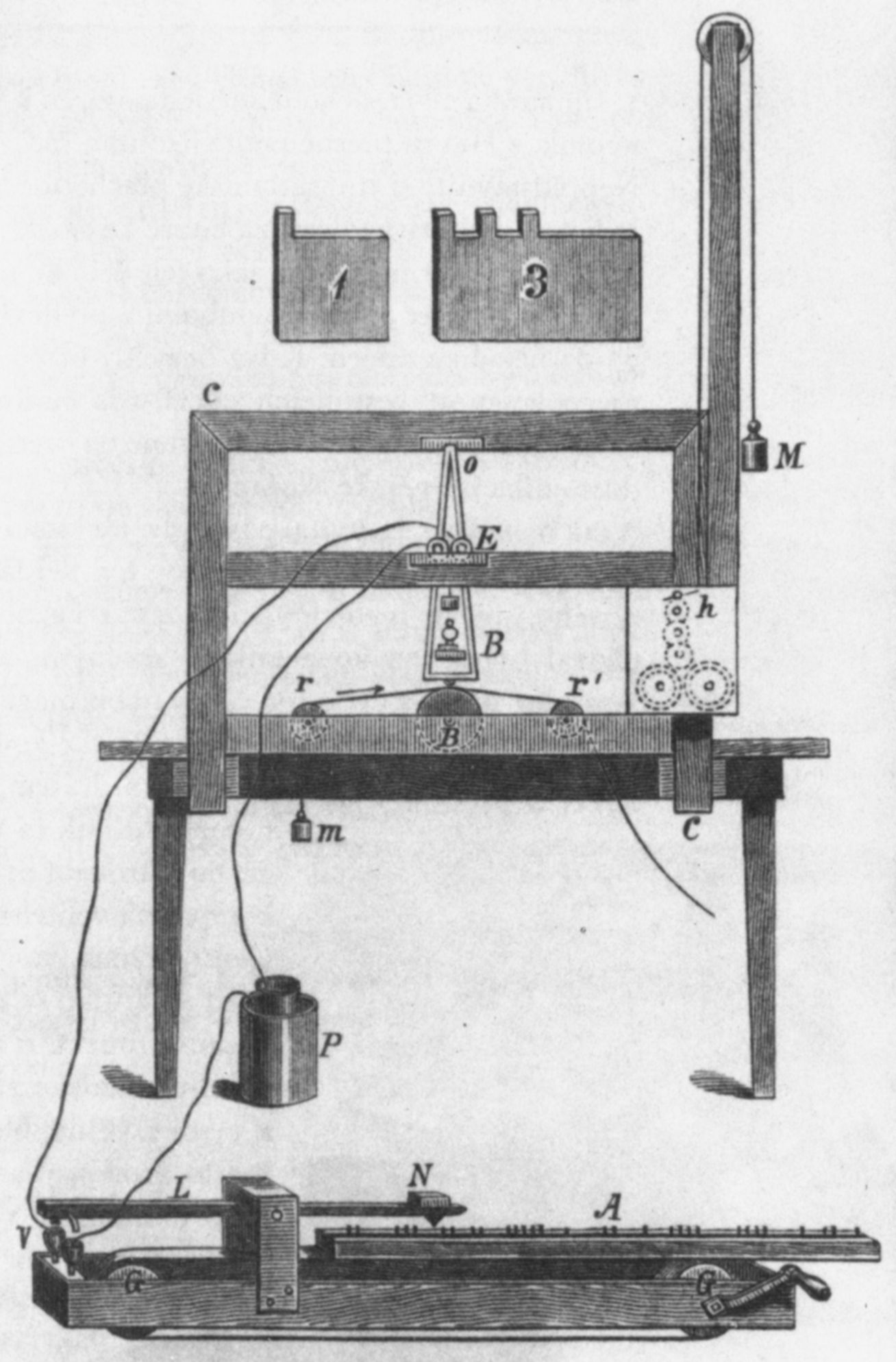
Telègraf original de Samuel Morse

Mentre tornava amb vaixell d'Europa el 1832, Morse es va trobar amb Charles Thomas Jackson de Boston, un home ben educat en electromagnetisme. Va ser testimoni d'uns quants experiments amb l'electroimant de Jackson, Morse va desenvolupar el concepte d'un telègraf d'un sol cable. Va deixar de banda el seu quadre, La galeria del Louvre. El telègraf Morse original, presentat amb la seva sol·licitud de patent, forma part de les col·leccions del Museu Nacional d'Història dels Estats Units a la Smithsonian Institution. Amb el temps, el codi Morse que va desenvolupar es convertiria en el llenguatge principal de la telegrafia al món. Encara és l'estàndard per a la transmissió rítmica de dades.
Mentrestant, William Cooke i el professor Charles Wheatstone havien sabut del telègraf electromagnètic de Wilhelm Weber i Carl Gauss el 1833. Havien arribat a l'etapa de llançament d'un telègraf comercial abans de Morse, tot i començar més tard. A Anglaterra, Cooke es va fascinar per la telegrafia elèctrica el 1836, quatre anys després de Morse. Ajudat pels seus més importants recursos econòmics, Cooke va abandonar la seva assignatura principal d'anatomia i va construir un petit telègraf elèctric en tres setmanes. Wheatstone també estava experimentant amb la telegrafia i (el més important) va entendre que una sola bateria gran no portaria un senyal telegràfic a llargues distàncies. Va teoritzar que nombroses bateries petites eren molt més reeixides i eficients en aquesta tasca. (Wheatstone es basava en la investigació principal de Joseph Henry, un físic estatunidenc. Cooke i Wheatstone van formar una associació i van patentar el telègraf elèctric el maig de 1837, i en poc temps havien proporcionat al Great Western Railway un tram de 16 km de telègraf. Tanmateix, d'aquí a uns anys, el mètode de senyalització de múltiples cables de Cooke i Wheatstone seria superat pel mètode més barat de Morse.
En una carta de 1848 a un amic, Morse descriu amb quina força va lluitar per ser anomenat l'únic inventor del telègraf electromagnètic malgrat els invents anteriors.
| «           | He estat tan constantment sota la necessitat de veure els moviments del conjunt més despreocupat d'Infracció de patents que he sabut mai, que tot el meu temps ha estat ocupat en defensa, en posar proves en alguna cosa com la forma legal que sóc l'inventor del Telègraf Electro-Magnètic! S'ho hauria cregut fa deu anys que es podria plantejar una pregunta sobre aquest tema? | » |
| — S. Morse. | |   |

### Repetidors

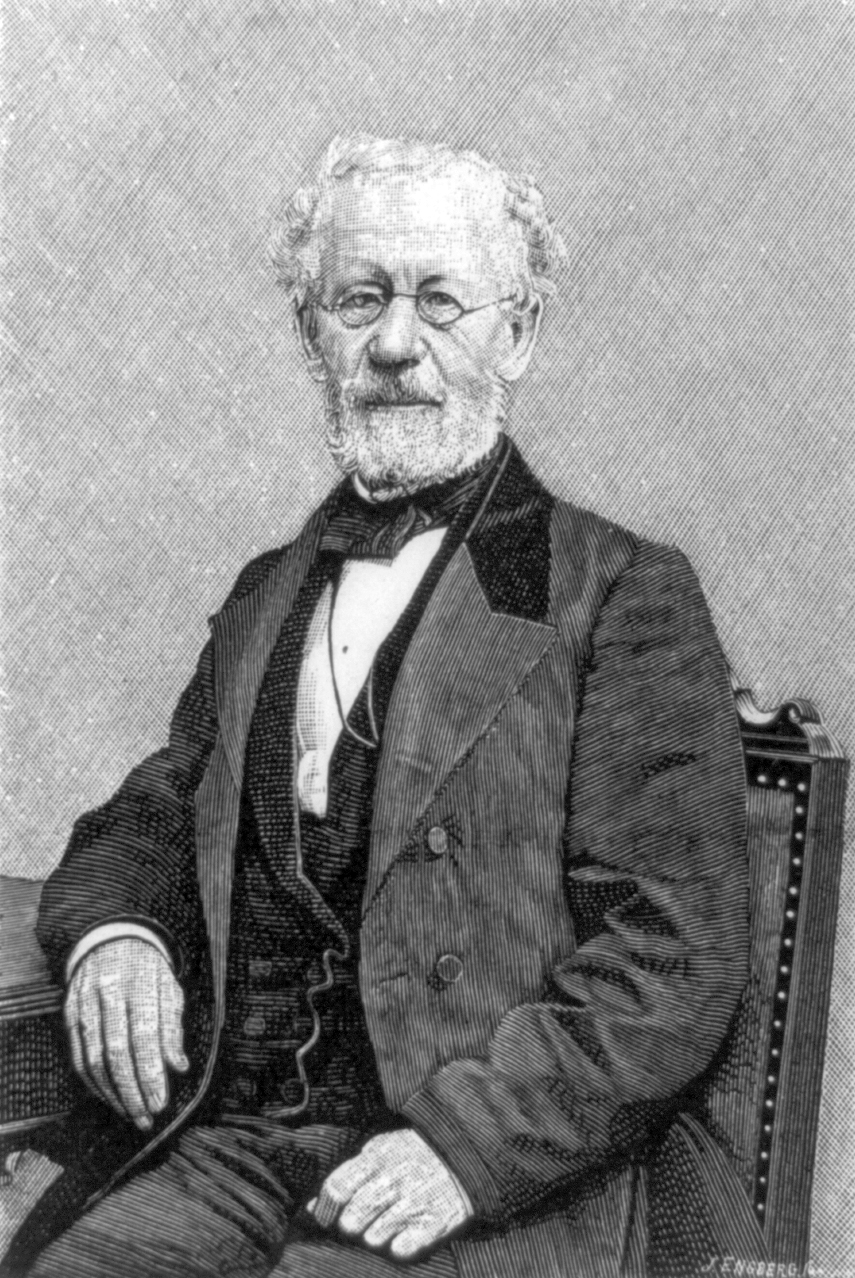
Leonard Gale, que va ajudar Morse a aconseguir l'avenç tecnològic d'aconseguir que el senyal telegràfic recorregués llargues distàncies per cable.

Morse es va trobar amb el problema d'aconseguir que un senyal telegràfic anés més enllà d'uns centenars de metres de cable. El seu avenç prové de les idees del professor Leonard Gale, que va ensenyar química a la Universitat de Nova York (era amic personal de Joseph Henry). Amb l'ajuda de Gale, Morse va introduir circuits o relés addicionals a intervals freqüents i aviat va poder enviar un missatge a 16 km de filferro. Aquest era el gran avenç que havia estat buscant. A Morse i Gale es van unir aviat Alfred Vail, un jove entusiasta amb excel·lents habilitats, coneixements i diners.
A la Speedwell Ironworks de Morristown, Nova Jersey, l'11 de gener de 1838, Morse i Vail van fer la primera demostració pública del telègraf elèctric. Tot i que Morse i Alfred Vail havien fet la major part de la recerca i el desenvolupament a les instal·lacions de la ferreteria, van triar una fàbrica propera com a lloc de demostració. Sense el repetidor, Morse va idear un sistema de relés electromagnètics. Aquesta va ser la innovació clau, ja que va alliberar la tecnologia de la limitació de la distància a l'hora d'enviar missatges. L'abast del telègraf estava limitat a 3 km, i els inventors havien tirat 3 km de cables dins de la casa de la fàbrica mitjançant un esquema elaborat. La primera transmissió pública, amb el missatge «Un cambrer pacient no és un perdedor», va ser presenciada per una multitud majoritàriament local.
El 1838, havia perfeccionat ja el seu codi de senyals, que a força de punts i ratlles va arribar a conèixer-se i usar-se mundialment com a codi Morse. Va intentar implantar línies telefòniques primer als Estats Units i després a Europa, però ambdós intents van fracassar. Per fi, Morse va aconseguir que davant el Congrés del seu país es presentés un projecte de llei per a proporcionar-li 30.000 dòlars designats a construir una línia telegràfica de 60 km de longitud. Uns quants mesos després, el projecte va ser aprovat, i la línia s'estendria al llarg de 37 milles entre Baltimore i Boston.

### Suport federal

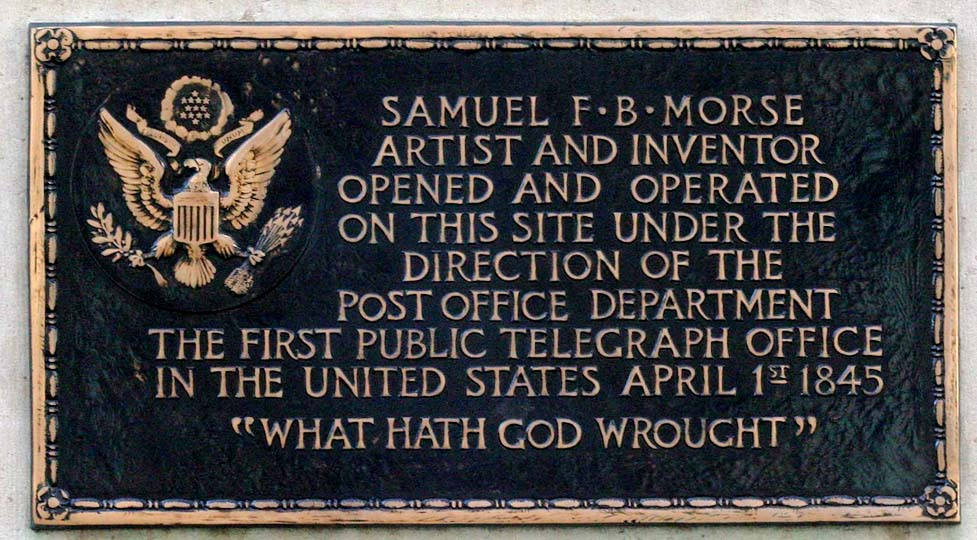
Placa a la primera oficina de telègrafs

Morse va fer el seu darrer viatge a Washington, DC, el desembre de 1842, enfilant «fils entre dues sales de comitès al Capitoli i va enviar missatges d'anada i tornada» per demostrar el seu sistema de telègraf. El Congrés es va apropiar de 30.000 dòlars (equivalent a 872.000 dòlars de 2021) el 1843 per a la construcció d'un experiment de 61 km de línia telegràfica entre Washington, DC i Baltimore al llarg del dret de pas del ferrocarril de Baltimore i Ohio. Una demostració impressionant va tenir lloc l'1 de maig de 1844, quan es va telegrafiar la notícia de la nominació del partit Whig de Henry Clay com a president dels Estats Units des de la convenció del partit a Baltimore fins a l'edifici del Capitoli a Washington.
El 24 de maig de 1844, Morse va transmetre un missatge que es faria famós: «Déu ens ha fet» «What hath God wrought» (una cita bíblica, Nombres, 23:23) des del Tribunal Suprem dels Estats Units a Washington al seu assistent, Alfred Vail, a Baltimore. Annie Ellsworth va triar aquestes paraules de la Bíblia (Llibre dels Nombres 23:23); el seu pare, el comissari de patents dels Estats Units Henry Leavitt Ellsworth, havia defensat la invenció de Morse i s'havia assegurat el primer finançament per fer-ho. El seu telègraf podia transmetre trenta caràcters per minut. A pesar de la notabilitat del seu treball, Morse hagué d'enfrontar-se a l'oposició de supersticiosos que culpaven el seu invent de tots els mals.
El maig de 1845, es va formar la Magnetic Telegraph Company per tal de construir línies de telègraf des de la ciutat de Nova York cap a Filadèlfia; Boston; Buffalo, Nova York; i el Mississipi. Les línies telegràfiques es van estendre ràpidament pels Estats Units en els següents anys, amb 12.000 milles de cables instal·lats el 1850.
Morse en un moment va adoptar la idea de Wheatstone i Carl agost von Steinheil d'emetre un senyal de telègraf elèctric a través d'una massa d'aigua o per vies de ferrocarril d'acer o qualsevol cosa conductora. Va fer tot el possible per guanyar una demanda pel dret a ser anomenat «inventor del telègraf» i es va promocionar com a inventor. Però Alfred Vail també va tenir un paper important en el desenvolupament del codi Morse, que es basava en codis anteriors per al telègraf electromagnètic.

## Patent

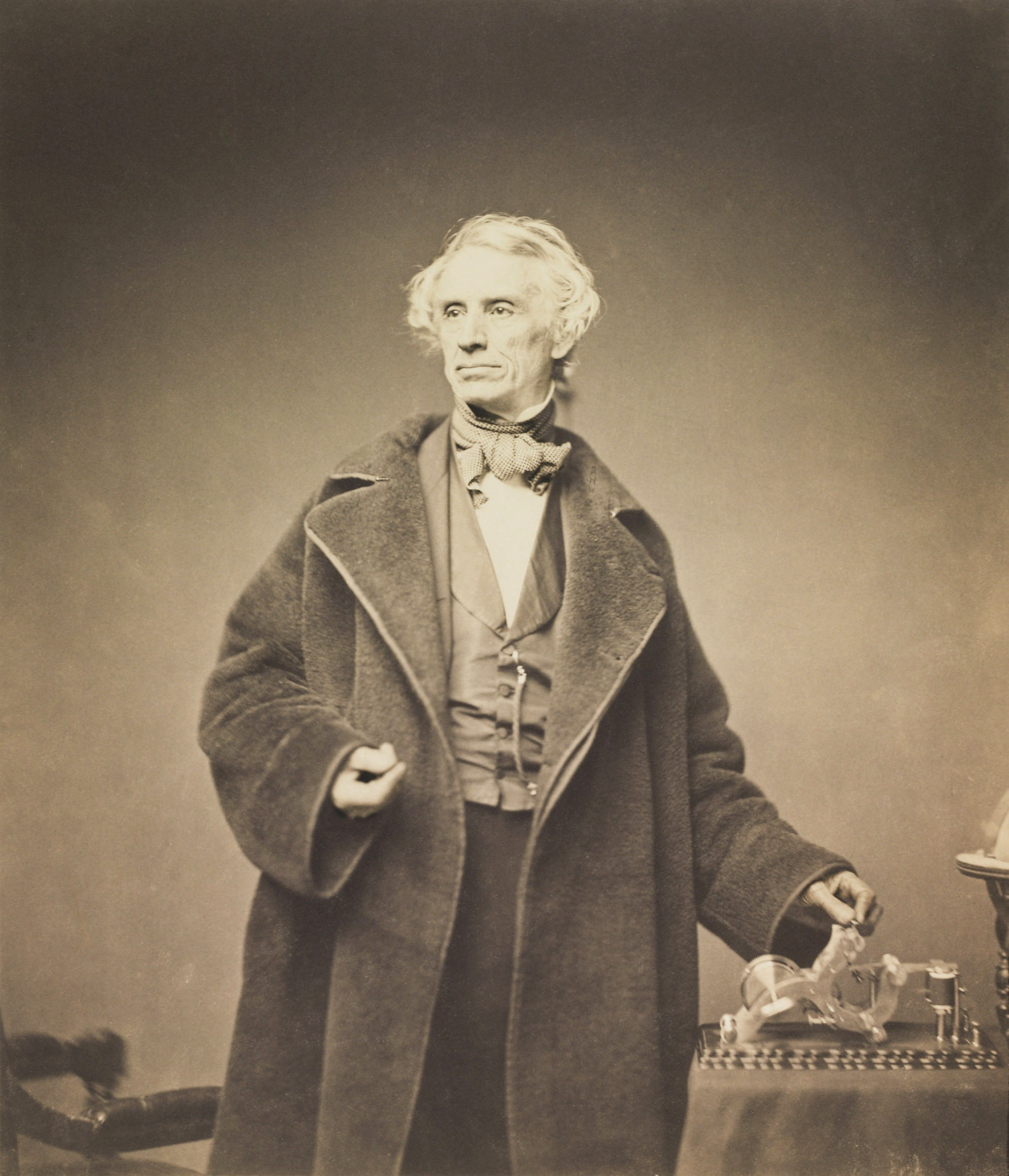
Morse fotografiat per Mathew Brady in 1857.

Morse va rebre una patent per al telègraf l'any 1847, a l'antic palau de Beylerbeyi (l'actual palau de Beylerbeyi es va construir entre 1861 i 1865 al mateix lloc) a Istanbul, que va ser emesa pel sultà Abdülmecid, que va provar personalment el nou invent. Va ser elegit membre associat de l'Acadèmia Americana de les Arts i les Ciències el 1849. La patent original va ser al costat de Breese de la família després de la mort de Samuel Morse.
El 1856, Morse va anar a Copenhaguen i va visitar el Museu Thorvaldsens, on es troba la tomba de l'escultor al pati interior. Va ser rebut pel rei Frederic VII, que el va condecorar amb l'Orde de la Dannebrog pel telègraf. Morse va expressar el seu desig de donar al rei el seu retrat de Thorvaldsen de 1831 a Roma. El retrat de Thorvaldsen avui pertany a Margarida II de Dinamarca.
L'aparell telegràfic Morse es va adoptar oficialment com a estàndard per a la telegrafia europea el 1851. Només el Regne Unit (amb el seu extens Imperi d'ultramar) va mantenir el telègraf d'agulla de Cooke i Wheatstone. 

El 1858, Morse va introduir la comunicació per cable a Amèrica Llatina quan va establir un sistema de telègraf a Puerto Rico, llavors una colònia espanyola. La filla gran de Morse, Susan Walker Morse (1819–1885), visitava sovint el seu oncle Charles Pickering Walker, propietari de la Hacienda Concordia a la ciutat de Guayama. Durant una de les seves visites, va conèixer a Edward Lind, un comerciant danès que treballava a la Hacienda La Henriqueta del seu cunyat a la ciutat d'Arroyo. Més tard es van casar. Lind va comprar la Hacienda a la seva germana quan es va quedar vídua. Morse, que sovint passava els hiverns a la Hacienda amb la seva filla i el seu gendre, va establir una línia telegràfica de dues milles que connectava la Hacienda del seu gendre amb la seva casa a Arroyo. La línia es va inaugurar l'1 de març de 1859, en una cerimònia flanquejada per les banderes espanyola i estatunidenca. Les primeres paraules transmeses per Samuel Morse aquell dia a Puerto Rico van ser:
| « | Puerto Rico, preciosa joia! Quan estiguis vinculat amb les altres joies de les Antilles al collaret del telègraf mundial, la teva no brillarà amb menys brillantor a la corona de la teva reina! | » |

## Visions polítiques

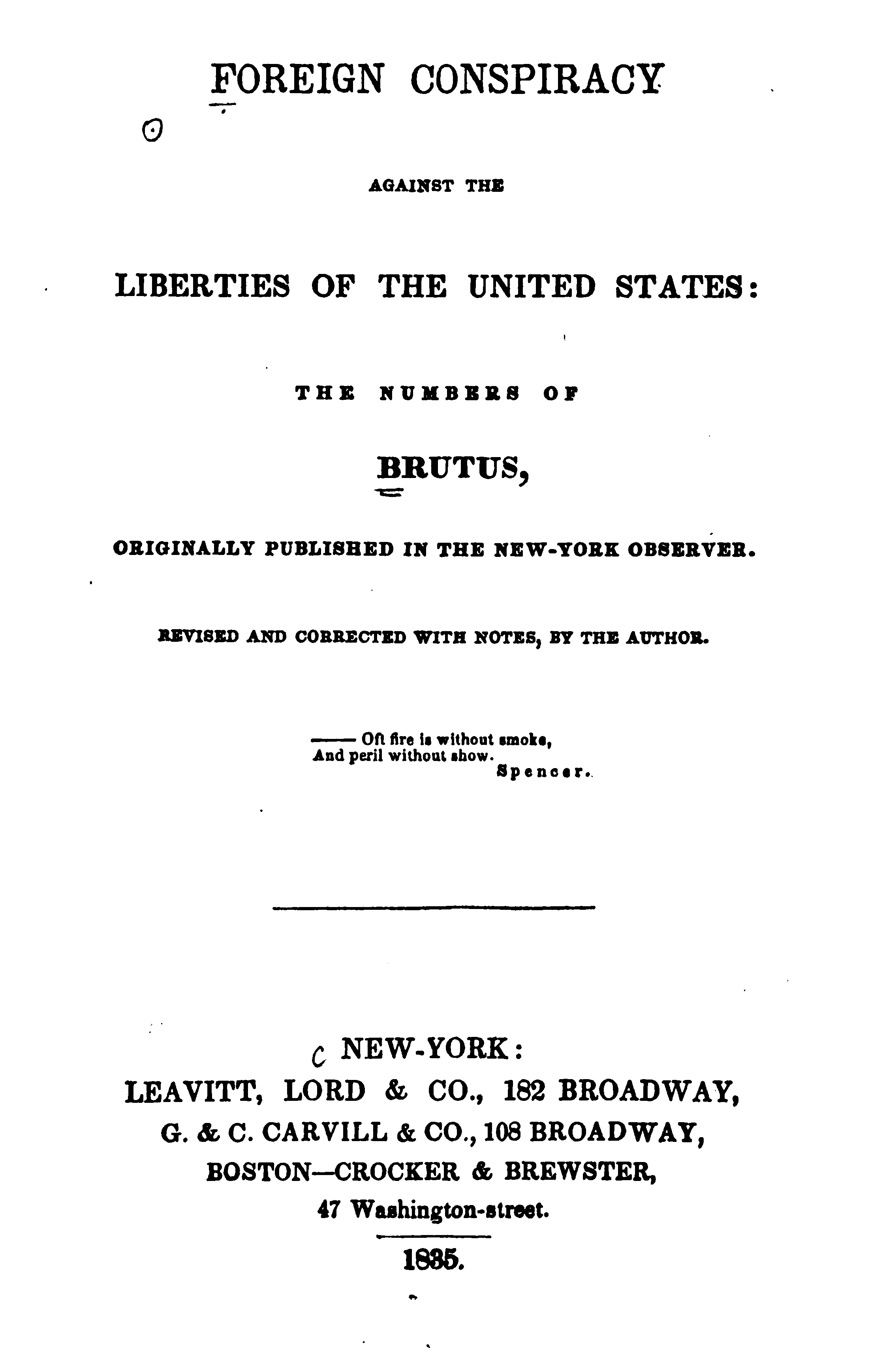
Portada de Foreign Conspiracy Against the Liberties of the United States de Samuel FB Morse, edició de 1835

### Anticatòlic
Morse va ser un líder del moviment anticatòlic i antiimmigració de mitjans del segle xix. El 1836, es va presentar sense èxit a l'alcaldia de Nova York sota la bandera del Partit Nativista antiimmigrant, rebent només 1.496 vots. Quan Morse va visitar Roma, suposadament es va negar a treure's el barret en presència del Papa.
Morse va treballar per unir els protestants contra les institucions catòliques (incloses les escoles), va voler prohibir als catòlics ocupar càrrecs públics i va promoure canviar les lleis d'immigració per limitar la immigració dels països catòlics. Sobre aquest tema, va escriure: «Primer hem d'aturar la fuita del vaixell per on les aigües fangoses de fora amenacen d'enfonsar-nos».
Va escriure nombroses cartes al New York Observer (el seu germà Sidney era l'editor en aquell moment) incitant la gent a lluitar contra l'amenaça catòlica percebuda. Aquests es van reeditar àmpliament en altres diaris. Entre altres afirmacions, creia que el govern austríac i les organitzacions d'ajuda catòlica estaven subvencionant la immigració catòlica als Estats Units per tal d'aconseguir el control del país.

Al seu Foreign Conspiracy Against the Liberties of the United States, Morse va escriure:
| « | Segurament els protestants estatunidencs, homes lliures, tenen prou discerniment per descobrir sota ells el peu trencat d'aquesta subtil heretgia estrangera. Veuran que el papat és ara, el que ha estat mai, un sistema de la més fosca intriga política i el despotisme, que s'amaga per evitar atacs sota el nom sagrat de religió. Estaran profundament impressionats amb la veritat, que el papat és un sistema polític i també religiós; que en aquest aspecte es diferencia totalment de totes les altres sectes, de totes les altres formes de religió del país. | » |

En el mateix llibre, publicat l'any 1835 amb el nom de «Brutus», en parlar dels «emissaris estrangers del papat premiats en el seu propi país», deia: «On és el bisbe Kelly de Richmond, Virginia? També resideix amb nosaltres fins que es compleixen els seus deures amb els mestres estrangers, i després és recompensat amb la promoció.» (Patrick Kelly era originari d'Irlanda i el primer bisbe de Richmond, Virgínia. Quan després d'un parell d'anys, van sorgir diferències pel que fa a qüestions de jurisdicció entre ell i Ambrose Maréchal, arquebisbe de Baltimore, a Kelly se li va oferir la recentment vacant Seu de Waterford i Lismore a la seva terra natal.)

### Pro-esclavitud
A la dècada de 1850, Morse es va fer conegut com a defensor de l'esclavitud, considerant-la sancionada per Déu. En el seu tractat «Un argument sobre la posició ètica de l'esclavitud», va escriure:
| « | El meu credo sobre el tema de l'esclavitud és breu. L'esclavitud per se no és pecat. És una condició social ordenada des del principi del món amb els propòsits més savis, benèvols i disciplinaris, per la Saviesa Divina. La mera possessió d'esclaus, per tant, és una condició que no té per se res de caràcter moral, com no pas ser pare, o empresari o governant. | » |

## Anys posteriors

### Litigi sobre la patent del telègraf
Als Estats Units, Morse va mantenir la seva patent de telègraf durant molts anys, però va ser ignorada i impugnada. El 1853, el cas The Telegraph Patent - O'Reilly v. Morse es va presentar davant la Cort Suprema dels Estats Units on, després d'una investigació molt llarga, el jutge en cap Roger B. Taney va decidir que Morse havia estat el primer a combinar la bateria, l'electromagnetisme, l'electroimant i la configuració correcta de la bateria en un telègraf pràctic viable. No obstant això, malgrat aquesta decisió clara, Morse encara no va rebre cap reconeixement oficial del Govern federal dels Estats Units.
El Tribunal Suprem no va acceptar totes les afirmacions de Morse. L'O'Reilly v. Morse és àmpliament conegut entre els advocats de patents perquè la Cort Suprema va negar explícitament la reclamació de Morse per qualsevol ús de la força electromagnètica amb finalitats de transmetre senyals intel·ligibles a qualsevol distància.
El Tribunal Suprem va sostenir, però, la pretensió de Morse d'aquesta telecomunicació quan es va efectuar mitjançant l'inventiu aparell «repetidor» de Morse. Es tractava d'un circuit elèctric en el qual una cascada de molts conjunts que comprenien un relé i una bateria es connectaven en sèrie, de manera que quan cada relé es tancava, tancava un circuit per fer que la bateria següent alimentés el relé següent, tal com es suggereix a la figura. Això va fer que el senyal de Morse passés al llarg de la cascada sense degradar-se en soroll, ja que la seva amplitud disminuïa amb la distància recorreguda. (Cada vegada que l'amplitud del senyal s'acosta al nivell de soroll, el repetidor [en efecte, un amplificador no lineal] augmenta l'amplitud del senyal molt per sobre del nivell de soroll.) Aquest ús de «repetidors» permetia enviar un missatge a grans distàncies, cosa que abans no era factible.
Així, el Tribunal Suprem va considerar que Morse podia reclamar correctament un monopoli de patent sobre el sistema o procés de transmissió de senyals a qualsevol distància mitjançant els circuits repetidors indicats anteriorment, però no podia reclamar correctament un monopoli sobre qualsevol ús de la força electromagnètica per transmetre senyals. La limitació de l'aparell en el primer tipus de reclamació limitava el monopoli de les patents al que Morse ensenyava i donava al món. La manca d'aquesta limitació en l'últim tipus d'afirmació (és a dir, l'afirmació 8) va donar a Morse més del que era proporcional amb el que havia contribuït a la societat i va desanimar els esforços inventius d'altres que poguessin trobar maneres diferents i/o millores per enviar senyals a distància mitjançant la força electromagnètica.
El problema al qual es va enfrontar Morse (el deteriorament del senyal amb la distància) i com el va resoldre es discuteix amb més detall a l'article O'Reilly v. Morse. En resum, la solució, tal com va afirmar el Tribunal Suprem, va ser l'aparell repetidor descrit en els paràgrafs anteriors.
La importància d'aquest precedent legal en el dret de patents no es pot exagerar, ja que es va convertir en la base de la llei que regula l'elegibilitat de les invencions implementades per programes informàtics (així com les invencions que implementen lleis naturals) per ser patentades.

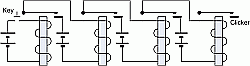
El circuit «repetidor» de Morse per a la telegrafia va ser la base per la qual el Tribunal Suprem va mantenir vàlides algunes reclamacions de la patent de Morse.
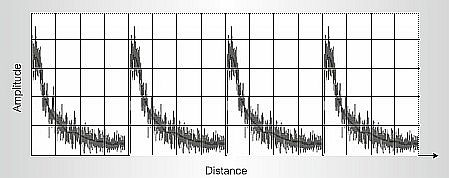
Efecte dels repetidors

### Reconeixement estranger

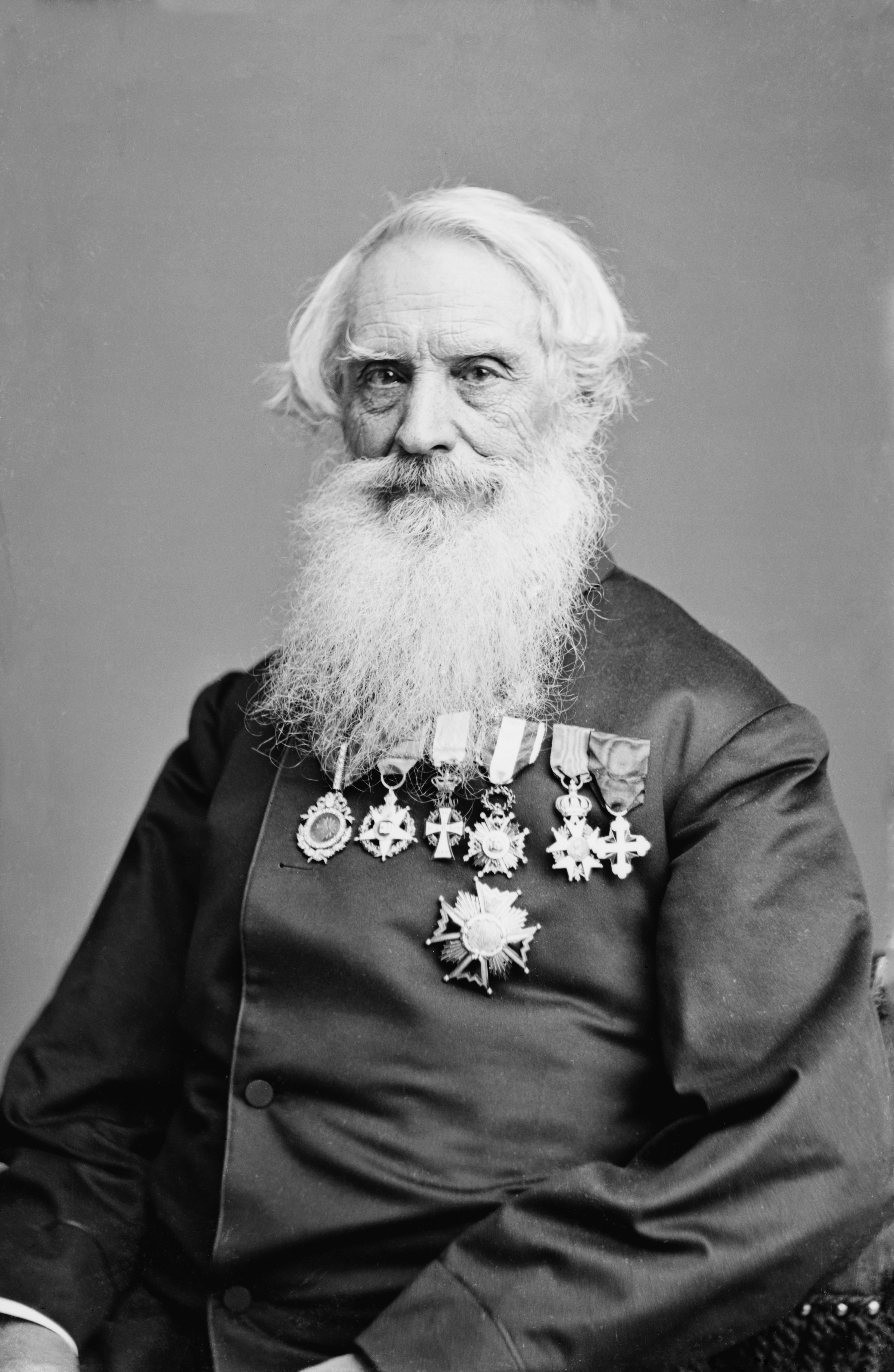
Retrat de Samuel FB Morse fet per Mathew Brady, el 1866. Medalles usades (de dreta a esquerra del portador, fila superior): Nichan Iftikhar (otomà); Orde de la Torre i l'Espasa (Portugal); Orde del Dannebrog (Dinamarca); creu de l'orde d'Isabel la Catòlica (Espanya); Legió d'Honor (França); Orde dels Sants Maurici i Llàtzer (Itàlia). Fila inferior: Gran creu de l'orde d'Isabel la Catòlica (Espanya)

Assistits per l’ambaixador estatunidencs a París, els governs d'Europa van ser abordats pel seu llarg oblit de Morse mentre els seus països utilitzaven el seu invent. Hi va haver un reconeixement generalitzat que calia fer alguna cosa, i el 1858 Morse va rebre la suma de 400.000 francs francesos (equivalents a uns 80.000 dòlars de l'època) pels governs de França, Àustria, Bèlgica, Països Baixos, Piemont, Rússia i Suècia., la Toscana i l'Imperi Otomà, cadascun dels quals va aportar una quota segons el nombre d'instruments Morse en ús a cada país. El 1858, també va ser elegit membre estranger de la Reial Acadèmia Sueca de Ciències.

### Cable transatlàntic
Morse va donar el seu suport a l'ambiciós pla de Cyrus West Field per construir la primera línia telegràfica transoceànica. Morse havia experimentat amb circuits telegràfics submarins des de 1842. Va invertir 10.000 dòlars a Field's Atlantic Telegraph Company, va ocupar un lloc a la seva junta directiva i va ser nomenat «electricista» honorari. El 1856, Morse va viatjar a Londres per ajudar a Charles Tilston Bright i Edward Whitehouse a provar un cable enrotllat de 2.000 milles de longitud.
Després que els dos primers intents de col·locació de cables van fracassar, Field va reorganitzar el projecte, eliminant a Morse de la participació directa. Encara que el cable es va trencar tres vegades durant el tercer intent, es va reparar amb èxit i els primers missatges telegràfics transatlàntics es van enviar el 1858. El cable va fallar després de només tres mesos d'ús. Tot i que Field va haver d'esperar que s'acabés la Guerra Civil, el cable posat el 1866 va resultar més durador i l'era del servei de telègraf transatlàntic fiable havia començat.
A més del telègraf, Morse va inventar una màquina de tallar marbre que podia tallar escultures tridimensionals en marbre o pedra. No el va poder patentar, però, a causa d'un disseny existent de Thomas Blanchard de 1820.

## Últims anys
Amb el seu invent, Morse va guanyar una gran fortuna, amb la qual va comprar una extensa propietat, i en els seus últims anys es va dedicar a fer obres filantròpiques, aportant sumes considerables a universitats com el Vassar College i la Universitat Yale, a més d'associacions missioneres i de caritat. Samuel Morse va donar grans sumes a la caritat. També es va interessar per la relació de la ciència i la religió i va proporcionar els fons per establir un lectorat sobre «la relació de la Bíblia amb les Ciències». Encara que poques vegades se li atorgaven drets d'autor pels usos i implementacions posteriors dels seus invents, va poder viure còmodament.
Morsemere a Ridgefield, Nova Jersey pren el nom de Morse, que havia comprat una propietat allà per construir-hi una casa, però va morir abans de la seva finalització.
Va morir a la ciutat de Nova York el 2 d'abril de 1872 i va ser enterrat al cementiri Green-Wood de Brooklyn, Nova York. En el moment de la seva mort, la seva propietat estava valorada en uns 500.000 dòlars (11,3 milions de dòlars avui).

## Honors i premis
Morse va ser elegit membre de l'American Antiquarian Society el 1815.
Malgrat els honors i premis financers rebuts de països estrangers, no hi va haver aquest reconeixement als Estats Units fins que es va acostar al final de la seva vida quan el 10 de juny de 1871 es va inaugurar una estàtua de bronze de Samuel Morse a Central Park, a la ciutat de Nova York. Un retrat gravat de Morse va aparèixer al revers de la sèrie de certificats de plata de dos dòlars dels Estats Units de 1896. Va ser representat juntament amb Robert Fulton. Un exemple es pot veure al lloc web del Banc de la Reserva Federal de San Francisco a la seva «Exposició de moneda americana»:
Es va erigir una placa blava per commemorar-lo al 141 de Cleveland Street, Londres, on va viure de 1812 a 1815.
El 1848, Morse va ser elegit membre de la Societat Filosòfica Americana.
Segons el seu obituari The New York Times publicat el 3 d'abril de 1872, Morse va rebre respectivament la condecoració de l’Atiq Nishan-i-Iftikhar [primera medalla a la dreta del portador representada a la foto de Morse amb medalles], engastat amb diamants, del sultà Abdülmecid de Turquia (c.1847), una «tabaquera daurada que conté la medalla d'or prussiana al mèrit científic» del rei de Prússia (1851); la Gran Medalla d'Or de les Arts i les Ciències del rei de Württemberg (1852); i la Gran Medalla d'Or de la Ciència i les Arts de l'Emperador d'Àustria (1855); una creu de cavaller a la Legió d'Honor de l'emperador de França; la Creu d'un cavaller de l'Orde de la Dannebrog del rei de Dinamarca (1856); la Creu de Cavaller Comandant de l'Orde d'Isabel la Catòlica, de la Reina d'Espanya, a més de ser elegit membre d'innombrables societats científiques i artístiques dels [Estats Units] i d'altres països. Altres premis són l'Orde de la Torre i l'Espasa del regne de Portugal (1860), i Itàlia li va atorgar la insígnia de cavaller de l’Orde de Sant Maurici i Sant Llàtzerr el 1864. El telègraf de Morse va ser reconegut com una fita IEEE el 1988.
El 1975, Morse va ser inclòs al National Inventors Hall of Fame.
L'1 d'abril de 2012, Google va anunciar el llançament de «Gmail Tap», una broma del Dia dels Innocents que permetia als usuaris utilitzar el codi Morse per enviar text des dels seus telèfons mòbils. El besnet de Morse, Reed Morse, un enginyer de Google, va ser fonamental en la broma, que es va convertir en un producte real.

## Patents
- Patent dels EUA 1.647, Millora en la manera de comunicar informació mitjançant senyals mitjançant l'aplicació d'electromagnetisme, 20 de juny de 1840[Enllaç no actiu]
- Patent dels EUA 1.647 (Reedició núm. 79), Millora en la manera de comunicar informació per senyals mitjançant l'aplicació d'electromagnetisme, 15 de gener de 1846[Enllaç no actiu]
- Patent dels EUA 1.647 (Reedició núm. 117), Millora dels telègrafs electromagnètics, 13 de juny de 1848[Enllaç no actiu]
- Patent dels EUA 3.316, Mètode d'introducció de filferro en canonades metàl·liques, 5 d'octubre de 1843[Enllaç no actiu]
- Patent dels EUA 4.453, Millora dels telègrafs electromagnètics, 11 d'abril de 1846[Enllaç no actiu]
- Patent dels EUA 4.453 (Reedició núm. 118), Millora dels telègrafs electromagnètics, 13 de juny de 1848[Enllaç no actiu]
- Patent dels EUA 6.420, Millora dels telègrafs elèctrics, 1 de maig de 1849[Enllaç no actiu]